# Поп икона
Поп икона је израз којим се означава славна личност, фиктивни лик или предмет који представља најпрепознатљивији елемент неког друштва и/или историјског периода, односно његове популарне културе. Постоје разни критеријуми за добијање "статуса" поп иконе, али се већина њих везује уз дуговечност, свеприсутност и истакнутост у односу на сличне феномене.